# Sophie Haibel

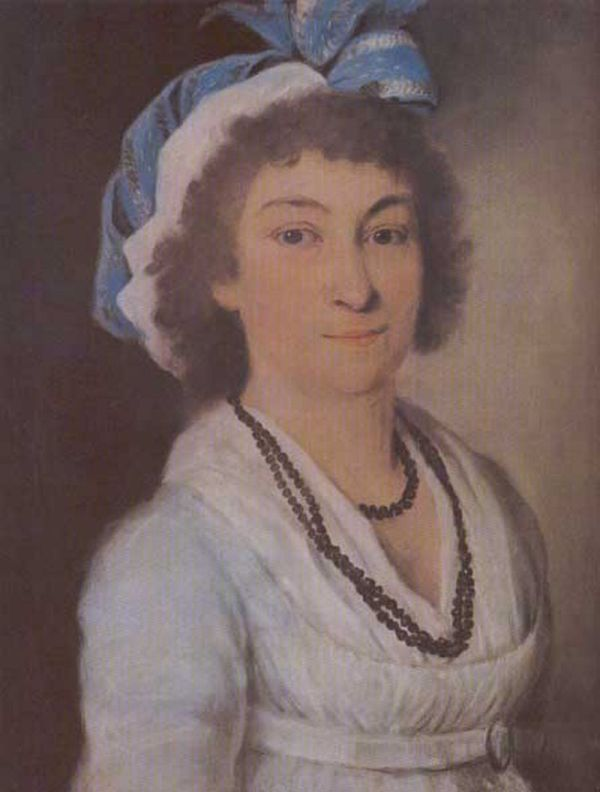
Porträt von Sophie Haibel (unbekannter Maler)

Sophie Haibel (auch Haibl; * Oktober 1763 in Zell im Wiesental als Sophie Weber; † 26. Oktober 1846 in Salzburg) war eine österreichische Sängerin sowie die Schwägerin und Krankenpflegerin Wolfgang Amadeus Mozarts.

## Leben
Sophie Weber wurde als jüngste Tochter von Franz Fridolin Weber und Cäcilia Weber, geb. Stamm, in Zell im Wiesental, damals Vorderösterreich, geboren. Ihre Schwestern Josepha, Aloisia und Konstanze wurden Sängerinnen. Sophie zog 1779 mit ihrer Familie nach Wien, wo sie ebenfalls zur Sängerin ausgebildet wurde und vermutlich auch schauspielerisch tätig war. Über ihre Schwester Konstanze war sie eine Schwägerin Mozarts und seine Krankenpflegerin bis zu seinem Tod. 1825 schrieb sie für Konstanzes zweiten Mann Georg Nikolaus Nissen, der an einer Biographie des Komponisten arbeitete, eine Schilderung der letzten Stunden Mozarts.
Am 7. Jänner 1807 heiratete sie den zuvor in Wien tätigen verwitweten Komponisten und Sänger Jakob Haibel in Diakowar in Slawonien, wo er Domkapellmeister des Bischofs von Bosnien war.
Nach dem Tod ihres Mannes 1826 zog sie nach Salzburg zu ihrer Schwester Konstanze und betreute auch diese bis zu ihrem Tod 1842. Nach testamentarischer Verfügung Konstanzes erhielt sie von den Söhnen Mozarts jährlich 400 Gulden. Sie wurde am Salzburger Sebastiansfriedhof begraben, jedoch 1895 exhumiert und in einem Ehrengrab am Kommunalfriedhof beigesetzt.